# 문인수
문인수(文仁洙, 1945년 6월 2일~2021년 6월 7일)는 대한민국의 시인이다. 경상북도 성주 출신이다.
비교적 늦은 나이인 마흔 되던 1985년 《심상》 신인상을 받으며 등단했다. 대구 시단을 대표한다. 늦은 등단 시간을 보상이라도 하듯 한국 시단의 어느 누구보다도 시작(詩作)에 몰두해왔다. 그러한 문인수의 시에 대한 집중을 두고 주변의 동료 시인들은 “그의 삶은 마치 시마(詩魔)에 들려있는 듯하다”고 말하기도 한다.

## 수상
1996년 제14회 대구문학상, 2000년 제11회 김달진문학상, 2003년 제3회 노작문학상, 2007년 제7회 미당문학상

## 저서

### 시집
- 《늪이 늪에 젖듯이》(심상, 1986)
- 《세상 모든 길은 집으로 간다》(문학아카데미, 1990) ISBN 89-7075-081-9
- 《뿔》(민음사, 1992) ISBN 89-374-0501-6
- 《홰치는 산》(만인사, 1999)
- 《동강의 높은 새》(세계사, 2000)
- 《쉬!》(문학동네, 2006)
- 《배꼽》(창비, 2008)
- 《그립다는 말의 긴 팔》(서정시학, 2012)
- 《적막 소리》(창비, 2012)
- 《달북》(창비, 2014)
- 《나는 지금 이곳이 아니다》(창비, 2015)

## 가족 관계
- 배우자: 전정숙
  - 아들: 문동섭
  - 딸: 문효원